# 프라이헤어

독일 남작관(Freiherrnkrone)

남작(독일어: Freiherr 프라이헤어[*])은 신성로마제국의 독일어권 및 그 계승 국가인 오스트리아, 프로이센, 바이에른, 리히텐슈타인, 룩셈부르크 등지에서 사용된 귀족 작위이다. 그 배우자를 남작부인(독일어: Freifrau 프라이프라우[*])이라 했다. 기사 및 무작위 귀족보다 높고 나머지 귀족들보다 낮은, 밑에서 두 번째에 위치한 작위이다.

## 같이 보기
- 보야르